# مجلس اختيار موظفي مدهيا برديش
مجلس اختيار موظفي مدهيا برديش المعروف سابقا مركز اختبارات مدهيا برديش المهني (MPPEB) والمعروف ب Vyapam (اختصر لاسمه الهندي Madyha Pradesh Vyavsayik Pariksha Mandal) هو مركز فحص ولاية مدهيا برديش الهندية.
يُعقد هذا المركز اختبارات قبول متنوعة لمسارات ودورات أكاديمية مختلفة. إنه أكبر مركز للاختبارات في مادهيا براديش ويخضع مباشرةً لإشراف مديرية التعليم التقني (حكومة مادهيا براديش). يُعد هذا المركز هيئة مستقلة عن حكومة الولاية، نظرًا لأنه ممول ذاتيًا. أعادت الحكومة تشكيل مجلس الإدارة ليتخذ قرارات تتعلق بالسياسات العامة والأمور التنظيمية وفقًا لقانون مركز فحص مادهيا براديش المهني لعام 2007.
نشر خبر في الأخبار الوطنية عن فضيحة مركز اختبارات مدهيا برديش المهني، وهي عملية احتيال واسعة النطاق في مجال القبول والتوظيف شملت سياسيين وكبار المسؤولين ورجال الأعمال. بعد الكشف عن الفضيحة قبض على 2000 شخص منهم وزير التعليم السابق لاكشميكانت شارما ومسؤول الاختبارات في المركز بانكاج تريفيدي.

## التاريخ
في بادئ الأمر في سنة 1970 تم تأسيس مركز اختبارات مدهيا برديش المهني كمركز لاختبارات ما قبل الطب من قبل حكومة مدهيا برديش سنة 1970. وفيما بعد في سنة 1981، تم تأسيس اختبار ما قبل الهندسة. وبعد ذلك بفترة قصيرة في سنة 1982، تم دمج هذين الاختبارين تحت اسم اختبار البورد المهني. وهذا الاختبار بفعل أمر الحكومة رقم 1325-1717-42-84 الصادر في تاريخ 17.04.1982 أصبح مطلوبا للتسجيل في جامعات متعددة في الولاية.
فضيحة المركز كانت فضيحة تزوير شاملة لعمليات القبول والتوظيف، شارك فيها سياسيون ومسؤولون كبار ورجال أعمال. مقعد إندور بمحكمة مادهيا برديش العليا أصدر إخطارات لمركز اختبارات مادهيا برديش المهني والمجلس الطبي الهندي عقب دعوى قضائية للمصلحة العامة ) رفعها أولياء أمور بعض الطلاب، إثر تقارير كشفت أن أكثر من 300 طالب غير مؤهل تم إدراجهم في قائمة الناجحين. منذ عام 2009، ظهرت شكاوى تتعلق بالتلاعب والمحسوبية في اختبارات ما قبل الطب (PMT)، لكن الفضيحة الكبرى تكشفت في عام 2013، حيث شملت مسؤولين وسياسيين من الحزب الحاكم. العقل المدبر لعمليات التزوير هو الدكتور جاغديش ساجار بالإضافة إلى اعتقال شخصيات مؤثرة لاحقًا مثل وزير التعليم السابق لاكسميكانت شارما ومسؤول المركز بانكاج تريفيدي ومحللي النظام نيتين ماهيندرا وأجاي سين ومسؤول PMT سي. كي. ميشرا، كان الدكتور أناند راي الطبيب المقيم في إندور كان له الفضل في الكشف عن هذه الفضيحة.
في عام 2022، تم تغيير اسم الوكالة إلى مجلس اختيار الموظفين (بالهندية: Karamchari Chayan Board) وأصبحت تحت مسؤولية إدارة الإدارة العامة للولاية. وقد كان هذا التغيير معلقًا منذ عام 2015.

## روابط خارجية
الموقع الرسمي
مديرية التعليم الفني (حكومة ولاية مدهيا برديش) نسخة محفوظة 7 أكتوبر 2020 على موقع واي باك مشين.